# Diego de Encinas Cañizares
Diego de Encinas Cañizares (* Mizque, 1592 - † Lima, 14 de marzo de 1661), sacerdote y catedrático criollo que ocupó importantes cargos eclesiásticos y académicos en el Virreinato del Perú. Rector de la Universidad de San Marcos.

## Biografía
Al concluir sus estudios elementales, ingresó al Real Colegio de San Martín (1609), y los continuó en el Colegio Mayor de San Felipe y San Marcos (1618), donde ejerció el rectorado. Obtuvo el grado de Doctor en Teología en la Universidad de San Marcos.
Incorporado a la docencia en la Universidad, dictó la cátedra de Artes luego que la dejara el maestro Francisco de Godoy, con la asignación de un sueldo de 400 pesos anuales (1618). Ocasionalmente compuso poesía, dejando un soneto en la relación de Diego Cano Gutiérrez sobre las fiestas universitarias en honor a la Concepción de María (1619). Elegido rector, el claustro le ofreció una fiesta en el aniversario de su fundación (1636).
Inició su carrera eclesiástica como cura de Cañete, pasando luego a la parroquia limeña de Santa Ana. Se desempeñó por esos años como capellán en Palacaio y en la Real Audiencia. Promovido a una canonjía en el Cabildo Metropolitano de Lima (1634), fue promovido sucesivamente a las dignidades de tesorero (1655), arcediano (1660) y finalmente elegido obispo de Santiago de Chile (1657), no pudo consagrarse al no llegarle la confirmación pontificia.
| Predecesor: Sebastián González de Mendoza | Rector de la Universidad de San Marcos 1636 - 1637 | Sucesor: Nicolás Flores y Aguilar |